# Collier ousekh
Le collier ousekh est un ornement personnel, un type de large collier, familier à beaucoup en raison de sa présence dans les images de l'ancienne élite égyptienne. Dès l'Ancien Empire, les artisans égyptiens ont façonné des images de dieux, de rois et de mortels portant de larges colliers faits de perles moulées tubulaires et en forme de goutte. Des divinités, des femmes et des hommes étaient représentés portant ce bijou. On peut en voir un exemple sur le célèbre masque en or de Toutânkhamon. L'ancien mot wsẖ peut signifier « largeur » dans la langue égyptienne antique ; c'est pourquoi cette parure est souvent appelée « collier large ».
Le collier ousekh est enveloppé et soutenu par le cou et les épaules. Il est généralement orné de rangs serrés de perles de pierre colorées, ou est entièrement en métal. Les colliers étaient reliés par des fermoirs en or.
Au fil du temps, dans l'histoire de l'Égypte antique, il y a de profondes modifications du collier ousekh. Cela pourrait être attribué à un changement de perspectives mythologiques ou peut-être dû à des déplacements géographiques à travers l'Égypte.
Une scène de la tombe de Ouepemnofret à Gizeh, à la IVe dynastie, associe le collier ousekh à des nains et à la divinité Ptah. Bernd Scheel a soutenu que Ptah, qui est parfois représenté portant le collier large, protège le défunt à travers le collier et que les nains avaient accès à cette magie protectrice grâce à leur travail de fabrication de ces types de colliers. Dans la chapelle de la tombe d'Akhethétep de la Ve dynastie (située à l'origine dans le cimetière de Saqqarah, aujourd'hui au Musée du Louvre), une scène distingue deux types de colliers : le collier large et le collier šnw ou « encerclant ».

## Galerie

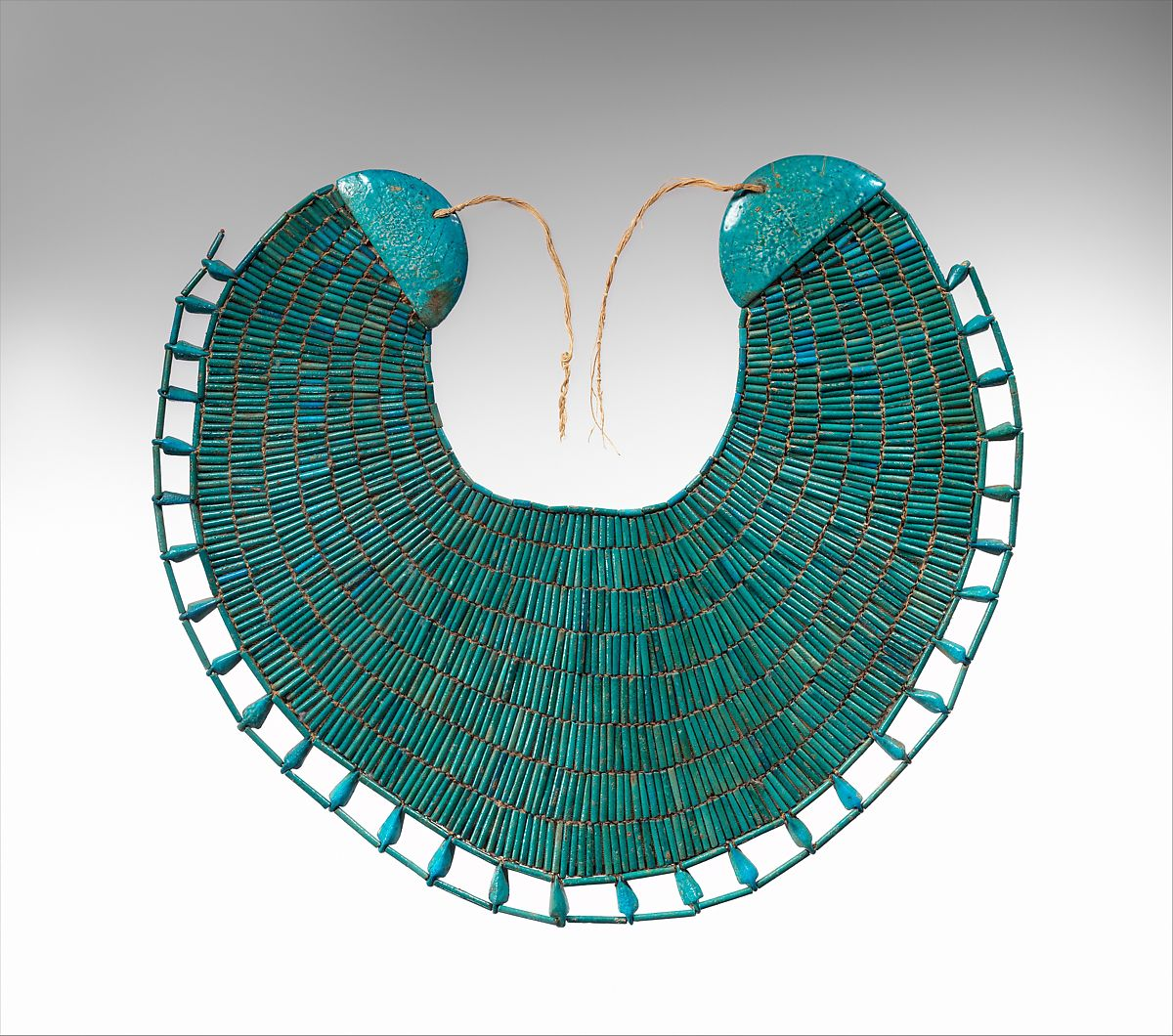
Collier large de Ouah ; Faïence, fil de lin ; Metropolitan Museum of Art.
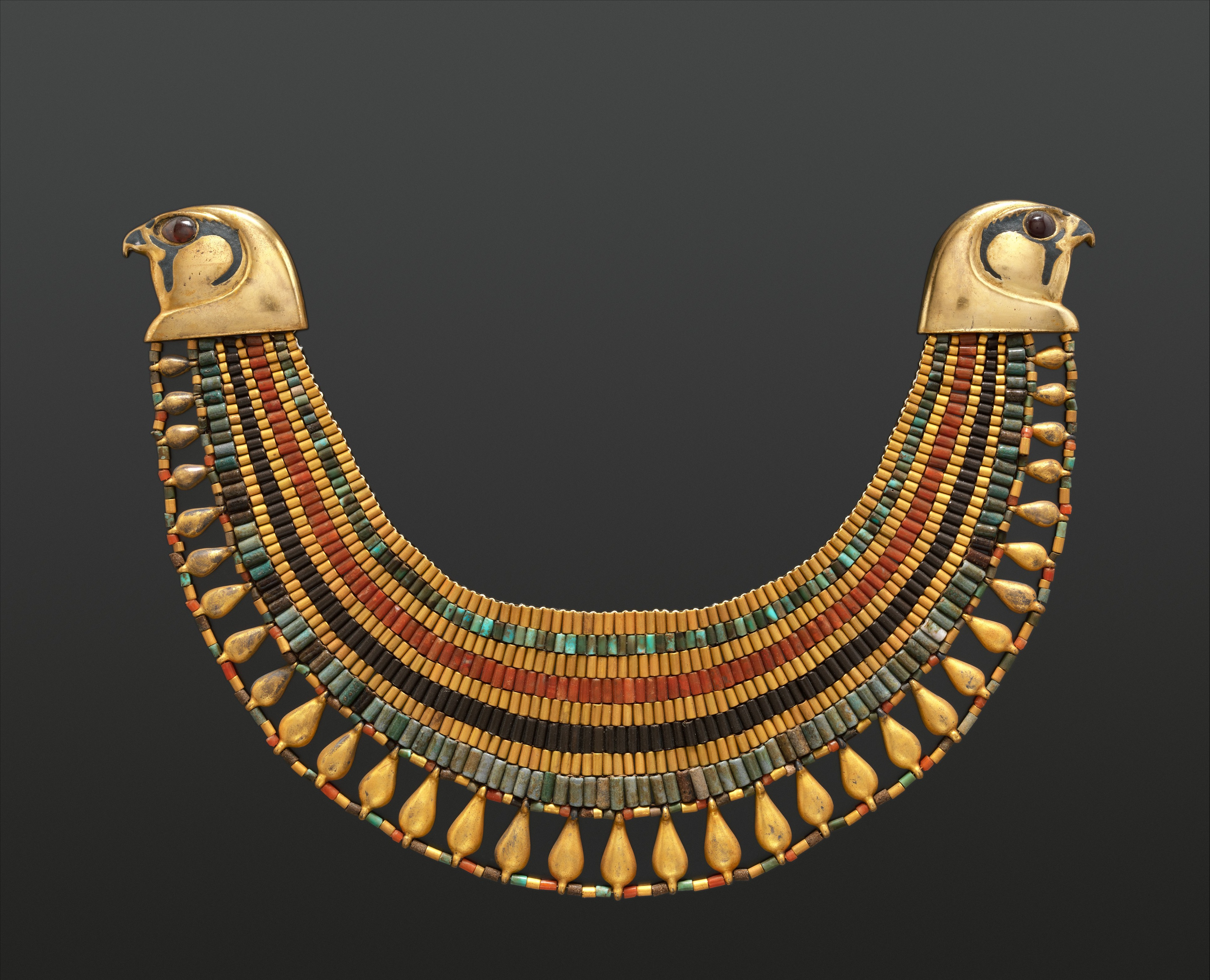
Collier large de Senebtisi ; faïence, or, cornaline et turquoise ; Metropolitan Museum of Art.
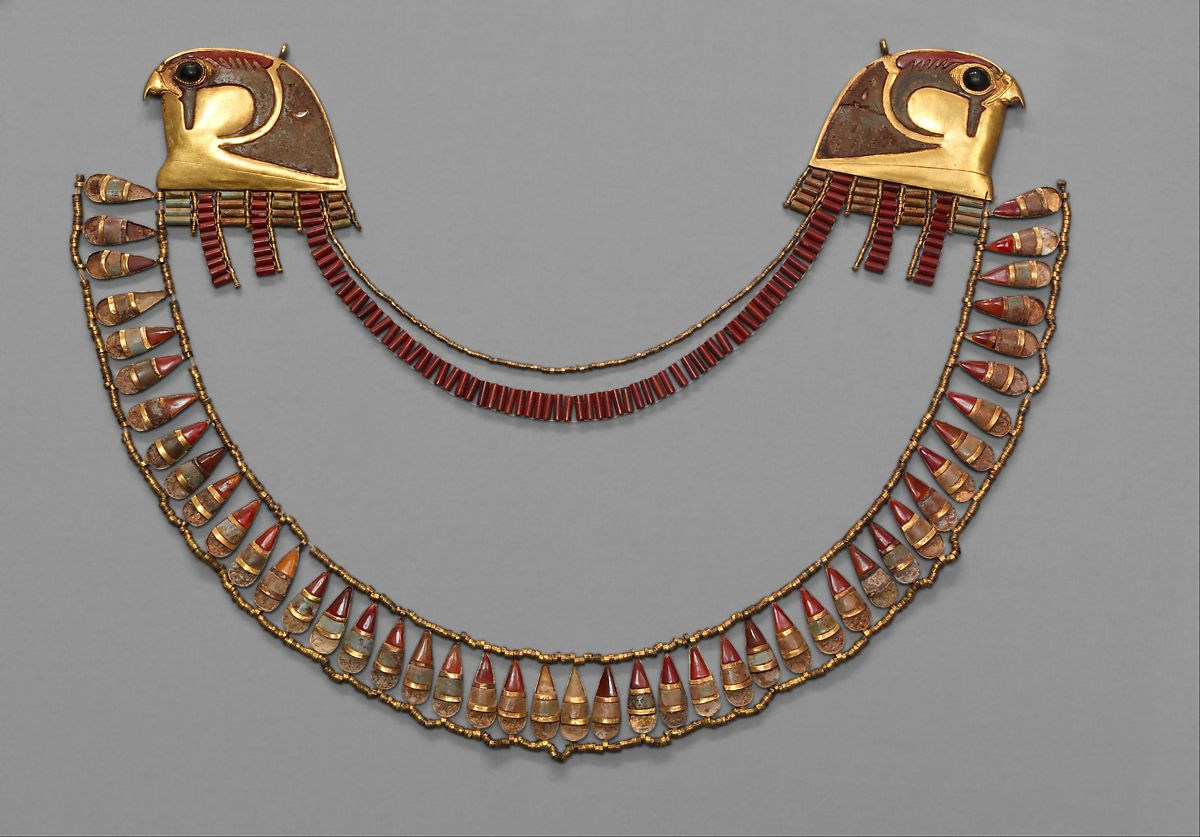
Collier large ; or, cornaline, obsidienne, verre ; Metropolitan Museum of Art.
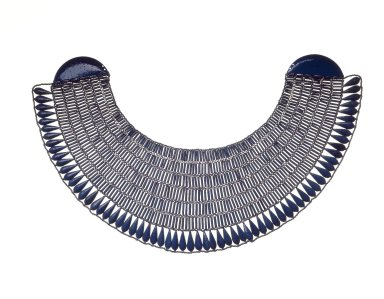
Collier large ; Faïence, Musée de Brooklyn.